# السعودية في كأس الخليج العربي 1992
تعرضُ هذه المقالة مُشاركة المنتخب السّعُوديّ في كأس الخليج العربي 1992، التي عُقِدَت في قطر مَا بين 27 نوفمبر و10 ديسمبر من عام 1992.
فاز المُنتخب السّعُودي بالمَركز الثّاني (الوَصيف) في البُطُولة، بعد أن لَعِبَ 5 مُباريات، فاز بثلاث مُباريات وخَسِرَ مُبارتين.

## المُسابقة

### المَجمُوعة
| فريق                     | لعب | فاز | تعادل | خسر | له | عليه | فارق الأهداف | النِّقاط |
| ------------------------ | --- | --- | ----- | --- | -- | ---- | ------------ | ------ |
| قطر                      | 5   | 4   | 0     | 1   | 8  | 1    | +7           | 8      |
| البحرين                  | 5   | 3   | 0     | 2   | 6  | 4    | +2           | 6      |
| السعودية                 | 5   | 3   | 0     | 2   | 6  | 4    | +2           | 6      |
| الإمارات العربية المتحدة | 5   | 3   | 0     | 2   | 4  | 3    | +1           | 6      |
| الكويت                   | 5   | 2   | 0     | 3   | 5  | 8    | -3           | 4      |
| عمان                     | 5   | 0   | 0     | 5   | 1  | 10   | -9           | 0      |

### المُبَاريات

#### السعودية ضد البحرين
| البحرين                          | 1-2 | السعودية   |
| -------------------------------- | --- | ---------- |
| عبد الرزاق محمد · أحمد عبدالأمير |     | حمزة إدريس |

#### السعودية ضد الإمارات العربية المتحدة
| الإمارات العربية المتحدة | 0-1 | السعودية |
| ------------------------ | --- | -------- |
| عبد الرزاق إبراهيم       |     |          |

#### السعودية ضد سُلطنة عمان
| السعودية                | 0-2 | عمان |
| ----------------------- | --- | ---- |
| فهد الغشيان · خالد مسعد |     |      |

#### السعودية ضد الكويت
| السعودية               | 1-2 | الكويت   |
| ---------------------- | --- | -------- |
| فهد المهلل · خالد مسعد |     | علي مروي |

#### السعودية ضد قطر
| السعودية      | 0-1 | قطر |
| ------------- | --- | --- |
| سعيد العويران |     |     |

## مَرَاجِع
1. ↑  "الموقع الدائم لكأس الخليج العربي". مؤرشف من الأصل في 29 ديسمبر 2017. اطلع عليه بتاريخ 4 فبراير 2018.

## وَصَلات خَارِجِيَّة
- المَوقِع الرَّسمي لِلبُطولة بالعربيّة
- RSSSF site